# Баскова (Пермский край)
Баскова — упразднённая деревня, располагавшаяся на территории Александровского муниципального округа Пермского края России.

## География
Урочище находится в северо-восточной части края, в предгорьях Среднего Урала, в подзоне средней тайги, на правом берегу реки Басковки (левый приток реки Вильвы), на расстоянии приблизительно 8 километров (по прямой) к северо-западу от города Александровска, административного центра округа.

### Климат
Климат характеризуется как умеренно континентальный, влажный, с холодной продолжительной снежной зимой и сравнительно коротким тёплым летом. Среднегодовая температура воздуха — −0,5…+0,5 °C. Средняя температура воздуха самого холодного месяца (января) — −16,5 °C (абсолютный минимум — −54 °С), средняя температура самого тёплого (июля) — +16,5 °С (абсолютный максимум — +36,5 °С). Годовое количество атмосферных осадков составляет около 600—800 мм, из которых большая часть выпадает в тёплый период. Снежный покров держится в течение 170—180 дней.

## История
В 1908 году в деревне Баскова, относящейся к Больше-Вильвенскому обществу Всеволодо-Вильвенской волости Соликамского уезда Пермской губернии, имелось 3 двора и проживало 16 человек (6 мужчин и 10 женщин). В этноконфессиональном составе населения того периода преобладали русские православного вероисповедания.
По данным переписи 1926 года имелось 5 хозяйств и проживало 20 человек (10 мужчин и 10 женщин), русских по национальности. В административном отношении входила в состав Всеволодо-Вильвенсного поселкового совета Кизеловского района Верхне-Камского округа Уральской области.
Упразднена не позднее 1963 года.